# Diva Futura - L'avventura dell'amore
Diva Futura - L'avventura dell'amore è un film erotico del 1989. La regia viene attribuita a Ilona Staller, anche se in realtà il film è stato diretto perlopiù da Arduino Sacco. Esso è stato distribuito anche in DVD col titolo Le regine dell'amore proibito.

## Trama
Moana Pozzi nel suo studio riceve una telefonata da Ramba la quale si trova in una ipotetica trincea e le parla dei problemi attuali: la Chiesa, la trasmissione del virus HIV e della repressione verso le persone che amano vivere liberamente la loro sessualità e propone al riguardo un atteggiamento polemico ma Moana le consiglia (in realtà si rivolge al suo pubblico) di svolgere la propria battaglia con amore.
Tramite delle soffiate durante degli spettacoli al noto locale romano Jackie O. le ragazze di Diva Futura vengono a sapere che un semi-sconosciuto scienziato sta per essere incastrato con delle foto compromettenti, Moana decide di mandare Eva a controllare ma la ragazza viene rapita. Ramba scopre che è in pericolo anche lo scienziato in quanto si dice possegga la formula di un siero anti-AIDS: da questo momento in poi le 6 ragazze di Diva Futura, capeggiate da Moana e dirette da Cicciolina, faranno di tutto per poter far conoscere all'umanità la prodigiosa formula. Il film, a lieto fine, si conclude con uno spettacolo di Moana che si esibisce cantando la sua canzone Impulsi di sesso.

## Accoglienza
Il film non ebbe successo: le sue tematiche fortemente anticlericali e la lotta contro l'AIDS, nucleo essenziale dello svolgimento della pellicola, non richiamarono il grande pubblico. Fondamentali e ripetute nel film sono le scene di personificazione e antropizzazione di concetti ideali, oppure di metafore (es: Ramba si trova su un terreno di guerra con tanto di morti e di fumi, metafora della guerra tra libertari e benpensanti).
La pellicola critica fortemente il Vaticano, esprimendo esplicitamente nelle prime scene come sia proprio la Chiesa, tramite la condanna dell'uso del preservativo, ad aumentare il rischio di contagio del virus.